# Pedro Luís Taulois
Pedro Luís Taulois (Paraty, 3 de março de 1827 — Florianópolis, 23 de outubro de 1905) foi um engenheiro e político brasileiro.
Era filho do engenheiro francês Pierre Louis Taulois, primo de 1º grau do também engenheiro e naturalista francês Gustave Rumbelsperger e pai de Pedro Maria Trompowsky Taulois. Foi deputado à Assembleia Legislativa Provincial de Santa Catarina na 17ª legislatura (1868 — 1869).
Inicialmente engenheiro fiscal, foi diretor de obras da Estrada de Ferro Donna Thereza Christina, de 1882 a 1885.